# Барбашан
Барбашан (фр. Barbachen) насеље је и општина у јужној Француској у региону Миди Пирене, у департману Горњи Пиринеји која припада префектури Тарб.
По подацима из 2011. године у општини је живело 52 становника, а густина насељености је износила 17,11 становника/km². Општина се простире на површини од 3,04 km². Налази се на средњој надморској висини од 300 метара (максималној 281 m, а минималној 194 m).

## Демографија
| 1962. | 1968. | 1975. | 1982. | 1990. | 1999. | 2011. |
| ----- | ----- | ----- | ----- | ----- | ----- | ----- |
| 33    | 47    | 42    | 44    | 39    | 42    | 52    |

График промене броја становника у току последњих година